# Пади Чайефски
Пади Чайефски (на английски: Paddy Chayefsky) е американски сценарист, драматург и писател.
Роден е на 29 януари 1923 година в Ню Йорк в еврейско семейство. След участието си във Втората световна война започва да пише сценарий за телевизията, театъра и киното. Става единственият човек, печелил самостоятелно три награди „Оскар“ за сценарий – за филмите „Марти“ („Marty“, 1955), „Болницата“ („The Hospital“, 1971) и „Телевизионна мрежа“ („Network“, 1976).
Пади Чайефски умира на 1 август 1981 година в Ню Йорк.

## Избрана филмография
- „Марти“ („Marty“, 1955)
- „Богинята“ („The Goddess“, 1958)
- „Посред нощ“ („Middle of the Night“, 1959)
- „Болницата“ („The Hospital“, 1971)
- „Телевизионна мрежа“ („Network“, 1976)